# Diócesis de Tortosa
La diócesis de Tortosa (en latín: Dioecesis Dertosensis y en catalán: Bisbat de Tortosa) es una circunscripción eclesiástica de la Iglesia católica en España. Se trata de una diócesis latina, sufragánea de la archidiócesis de Tarragona. Desde el 13 de julio de 2023 su obispo es Sergi Gordo Rodríguez.

## Territorio y organización

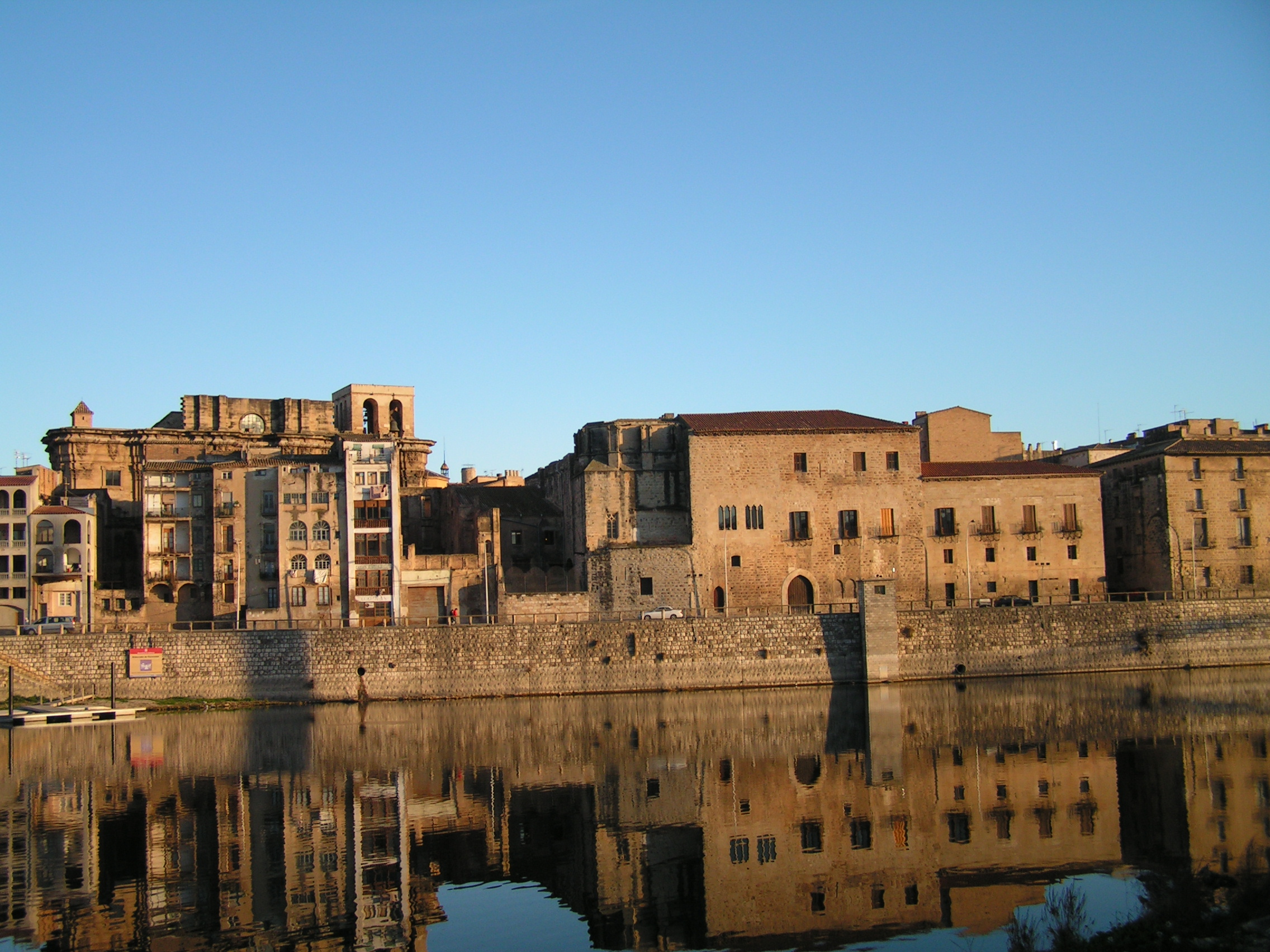
Palacio episcopal de Tortosa (vista antes de 2015).

La diócesis tiene 6450 km² y extiende su jurisdicción sobre los fieles católicos de rito latino residentes en parte de la comunidad autónoma de Cataluña, en donde comprende la parte meridional de la provincia de Tarragona y la septentrional de la provincia de Castellón. Comprende por entero las comarcas de Bajo Ebro, Bajo Maestrazgo, Montsiá, Ribera de Ebro y Tierra Alta, y en parte las de Alto Maestrazgo, Bajo Campo, Los Puertos de Morella y Priorato. Limita al norte con la diócesis de Lérida, al este con la archidiócesis de Tarragona y con el mar Mediterráneo, al sur con la diócesis de Segorbe-Castellón, al oeste con la archidiócesis de Zaragoza y con la diócesis de Teruel y Albarracín.

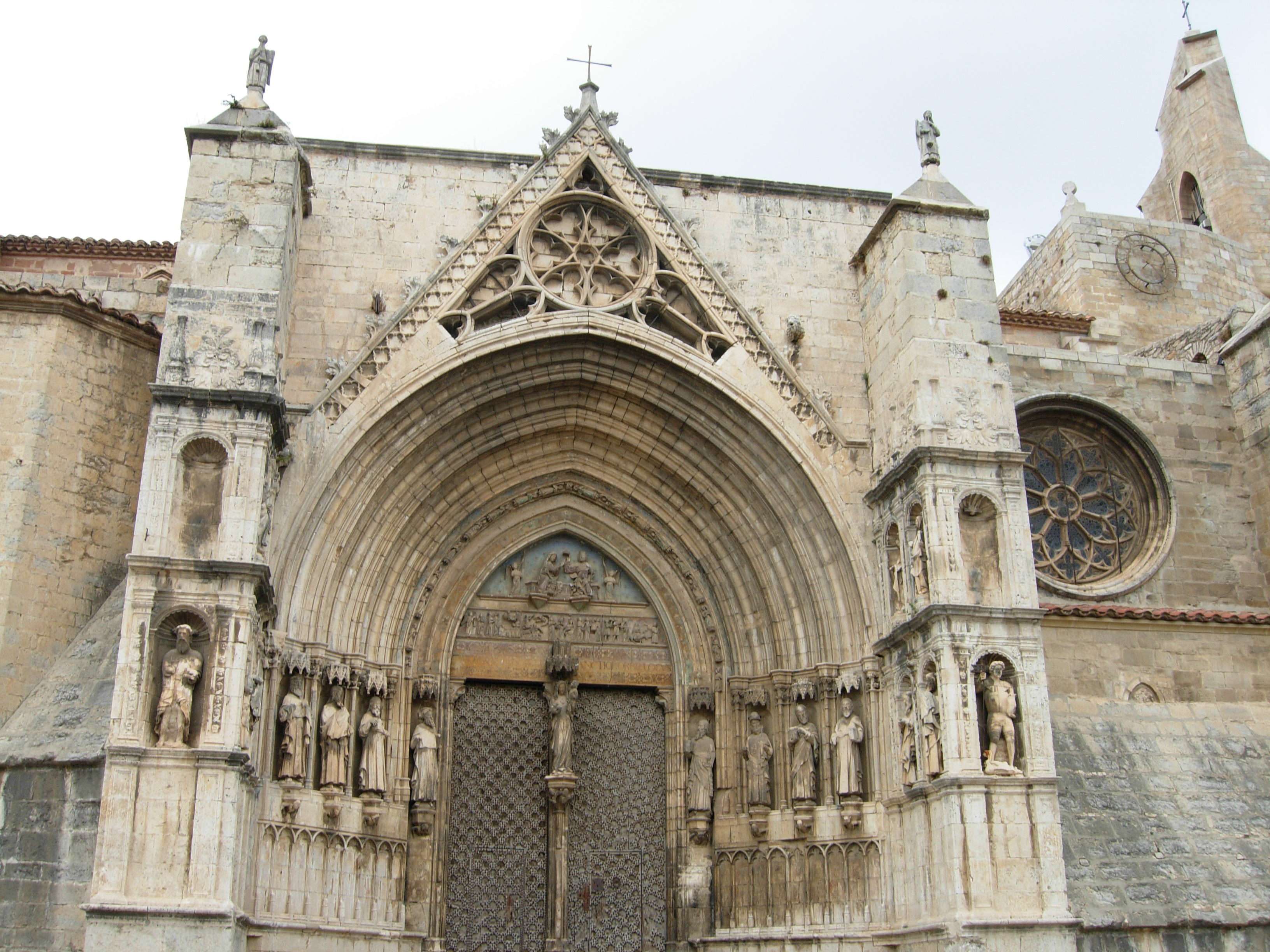
Basílica de Santa María la Mayor, en Morella.

La sede de la diócesis se encuentra en la ciudad de Tortosa, en donde se halla la Catedral de Santa María. En Morella se encuentra la basílica de Santa María la Mayor.

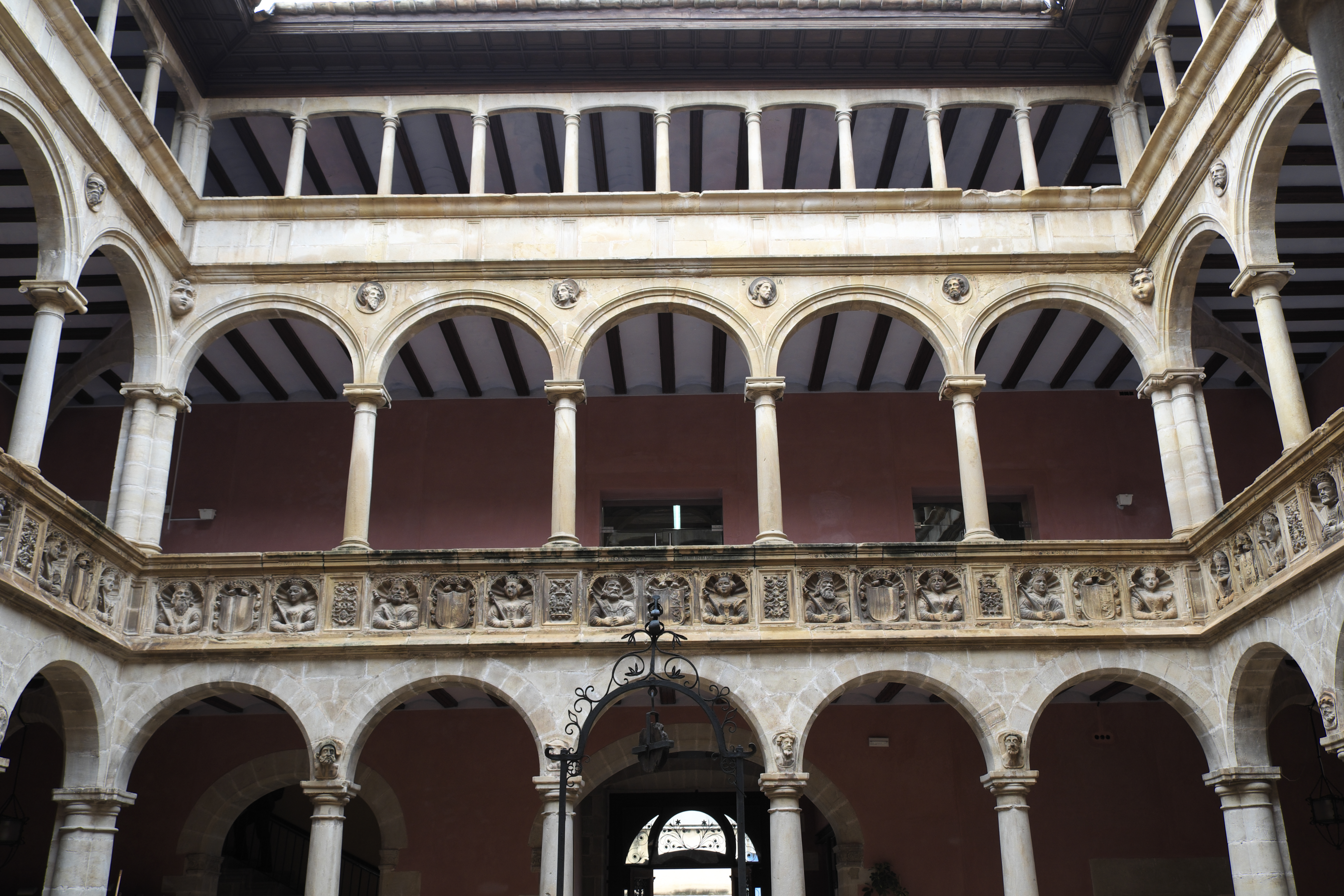
Patio del Colegio de San Jaime y San Matías.

En 2020 en la diócesis existían 141 parroquias agrupadas en 7 arciprestazgos y estos en 3 zonas pastorales: Ribera de Ebro-El Priorato, Tierra Alta, Montsiá-Tenencia de Alcalatén, Bajo Ebro, Delta-Litoral, Los Puertos de Morella-Maestrazgo y Bajo Maestrazgo.

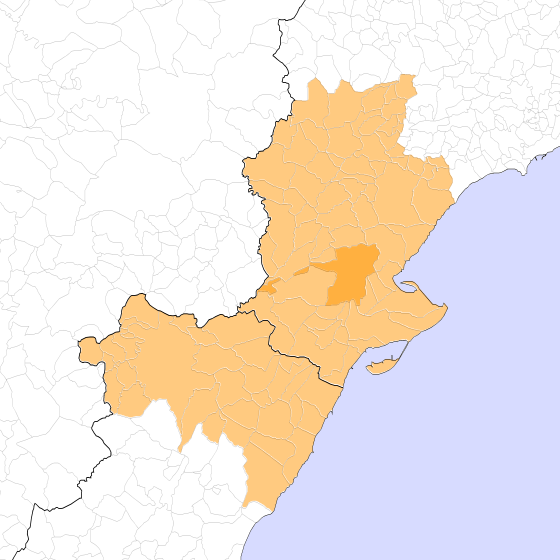
Municipios comprendidos en la diócesis

## Historia
La diócesis fue erigida en el siglo IV.
Entre el siglo VIII y mediados del siglo XI la sede no tuvo obispos por la invasión árabe.
En 1148 el obispo de Tarragona, Bernardo Tort acompañó al conde Ramón Berenguer IV en la expedición para conquistar Tortosa, y en reconocimiento a su lealtad se le donó la mezquita de la ciudad y todas sus posesiones; el obispo la convirtió en catedral cristiana y el resto de edificaciones en estancias para un monasterio, nombrando como primer obispo a Gaufredo de Aviñón en 1151.
En 1158 se comenzó la construcción de una catedral románica, que se acabó en 20 años. El Palacio episcopal fue construido entre los siglos XIII y XIV, siendo su principal promotor el obispo Berenguer Prats (1316-1340); fue remodelado en el siglo XVIII, cuando se añadió un nuevo edificio adyacente, y de nuevo en el siglo XIX.
Los trabajos de construcción de la nueva catedral gótica, la de Santa María, empezaron en 1347 durante el obispado de Bernardo Oliver. El templo no fue consagrado hasta 1597.
Adriano Florensz fue obispo de esta diócesis, elegido papa con el nombre de Adriano VI. Concedió a los obispos de Tortosa el privilegio de llevar el solideo rojo de cardenal.
El 2 de septiembre de 1955 (decreto Initis inter) y el 31 de mayo de 1960 (decreto Quum sollemnibus), con sendos decretos de la Congregación Consistorial, se revisaron los límites de la diócesis para hacerlos coincidir con los de la provincia civil, en aplicación del concordato entre la Santa Sede y el gobierno español de 1953. La diócesis de Tortosa vio reducido su territorio debido al traslado a la diócesis de Segorbe (actual diócesis de Segorbe-Castellón) de 5 arciprestazgos y otras 5 parroquias a las sedes de Zaragoza y Lérida, obteniendo 2 parroquias de la misma archidiócesis de Zaragoza y de la diócesis de Teruel y Albarracín.
El papa Francisco nombró obispo de la diócesis a Sergi Gordo Rodríguez el 13 de julio de 2023, quien tomó posesión el 9 de septiembre en la Catedral de Santa María.

## Estadísticas
Según el Anuario Pontificio 2021 la diócesis tenía a fines de 2020 un total de 250 876 fieles bautizados.
| Año                                                                             | Población            | Población | Población      | Sacerdotes | Sacerdotes    | Sacerdotes    | Bautizados por sacerdote | Diáconos permanentes | Religiosos | Religiosos | Parroquias |
| Año                                                                             | Bautizados católicos | Total     | % de católicos | Total      | Clero secular | Clero regular | Bautizados por sacerdote | Diáconos permanentes | Varones    | Mujeres    | Parroquias |
| ------------------------------------------------------------------------------- | -------------------- | --------- | -------------- | ---------- | ------------- | ------------- | ------------------------ | -------------------- | ---------- | ---------- | ---------- |
| 1950                                                                            | 450 000              | 450 000   | 100.0          | 293        | 217           | 76            | 1535                     |                      | 142        | 728        | 200        |
| 1969                                                                            | 228 500              | 229 000   | 99.8           | 225        | 180           | 45            | 1015                     |                      | 50         | 650        | 104        |
| 1980                                                                            | 236 000              | 237 000   | 99.6           | 164        | 145           | 19            | 1439                     |                      | 36         | 460        | 141        |
| 1990                                                                            | 230 000              | 232 000   | 99.1           | 159        | 145           | 14            | 1446                     |                      | 25         | 423        | 141        |
| 1999                                                                            | 228 150              | 229 075   | 99.6           | 145        | 127           | 18            | 1573                     |                      | 27         | 341        | 141        |
| 2000                                                                            | 228 017              | 231 717   | 98.4           | 139        | 123           | 16            | 1640                     |                      | 25         | 297        | 141        |
| 2001                                                                            | 236 692              | 240 492   | 98.4           | 134        | 118           | 16            | 1766                     |                      | 24         | 359        | 141        |
| 2002                                                                            | 238 383              | 241 583   | 98.7           | 136        | 123           | 13            | 1752                     |                      | 21         | 299        | 141        |
| 2003                                                                            | 238 632              | 242 021   | 98.6           | 137        | 126           | 11            | 1741                     | 1                    | 18         | 326        | 141        |
| 2004                                                                            | 239 518              | 242 300   | 98.9           | 125        | 118           | 7             | 1916                     | 2                    | 14         | 304        | 141        |
| 2010                                                                            | 260 449              | 292 662   | 89.0           | 123        | 119           | 4             | 2117                     | 2                    | 11         | 255        | 141        |
| 2014                                                                            | 257 329              | 290 766   | 88.5           | 110        | 106           | 4             | 2339                     | 5                    | 9          | 245        | 141        |
| 2017                                                                            | 250 000              | 275 556   | 90.7           | 88         | 87            | 1             | 2840                     | 5                    | 7          | 207        | 141        |
| 2020                                                                            | 250 876              | 276 265   | 90.8           | 82         | 81            | 1             | 3059                     | 4                    | 6          | 173        | 141        |
| Fuente: Catholic-Hierarchy, que a su vez toma los datos del Anuario Pontificio. |                      |           |                |            |               |               |                          |                      |            |            |            |

Según cifras oficiales, en el curso 2017-2018 se formaron 3 seminaristas en el Seminario Mayor diocesano.

## Galería de imágenes

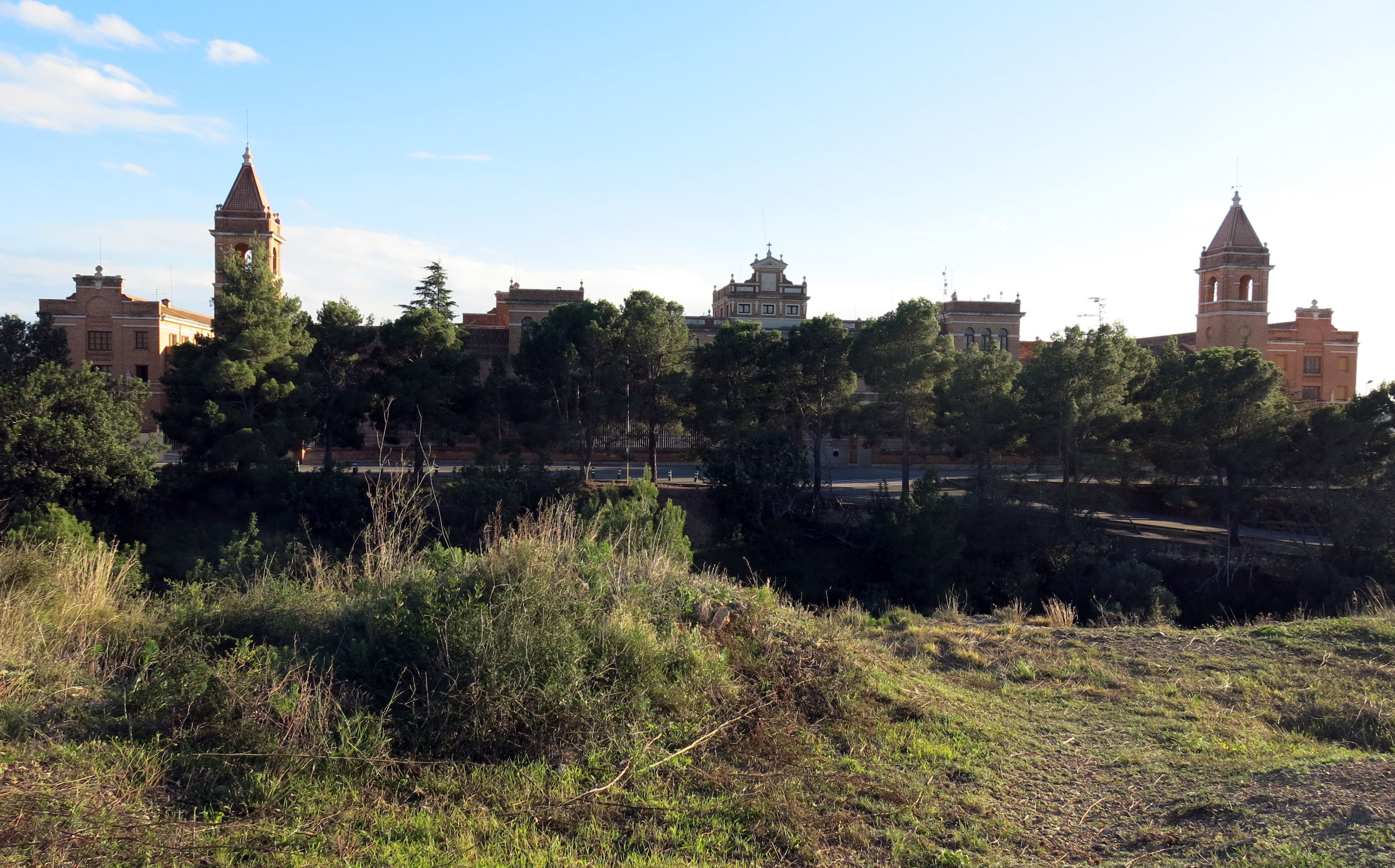
Seminario Diocesano de Tortosa
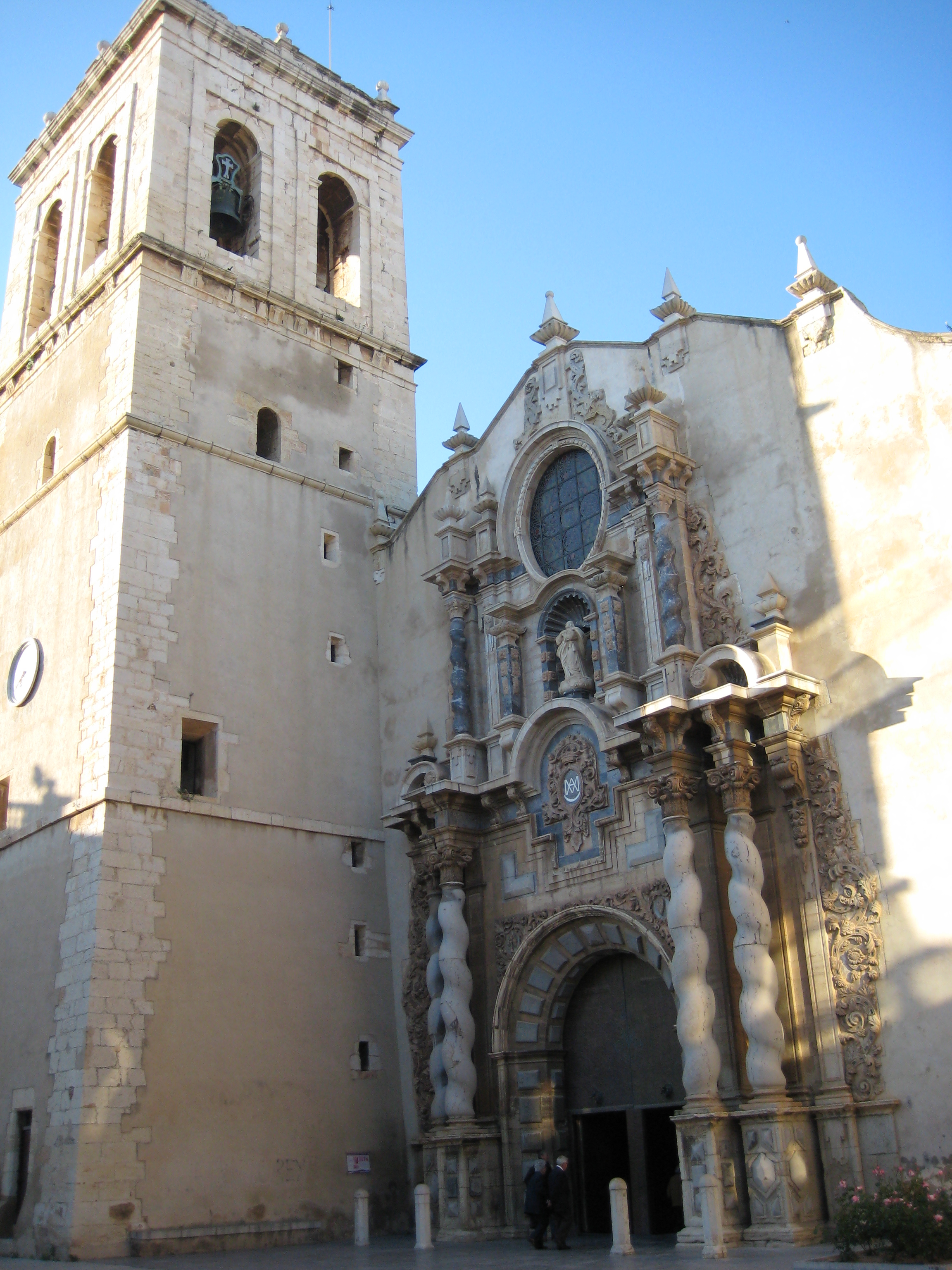
Iglesia de Nuestra Señora de la Asunción (Vinaroz)
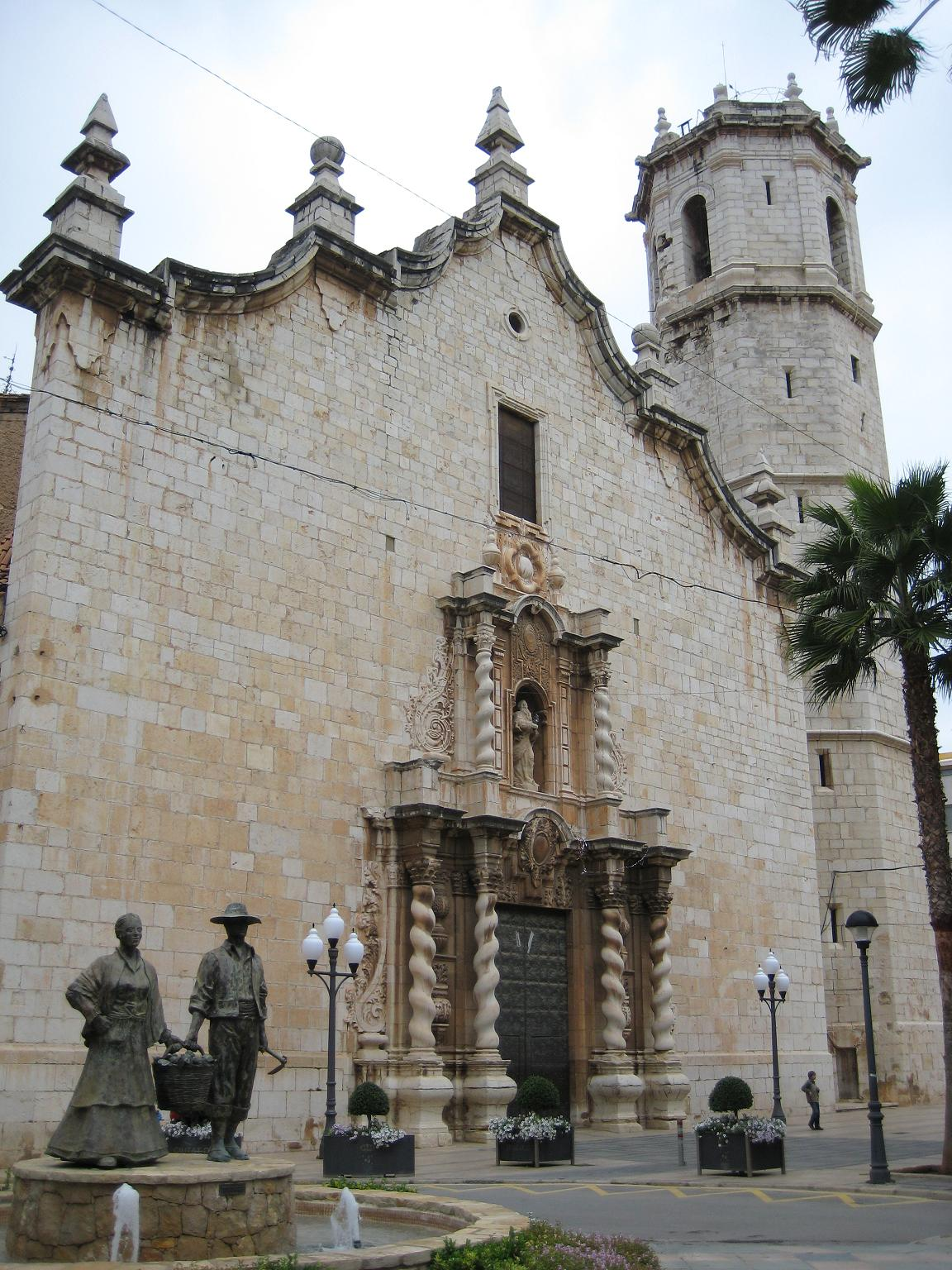
Iglesia de San Bartolomé (Benicarló)
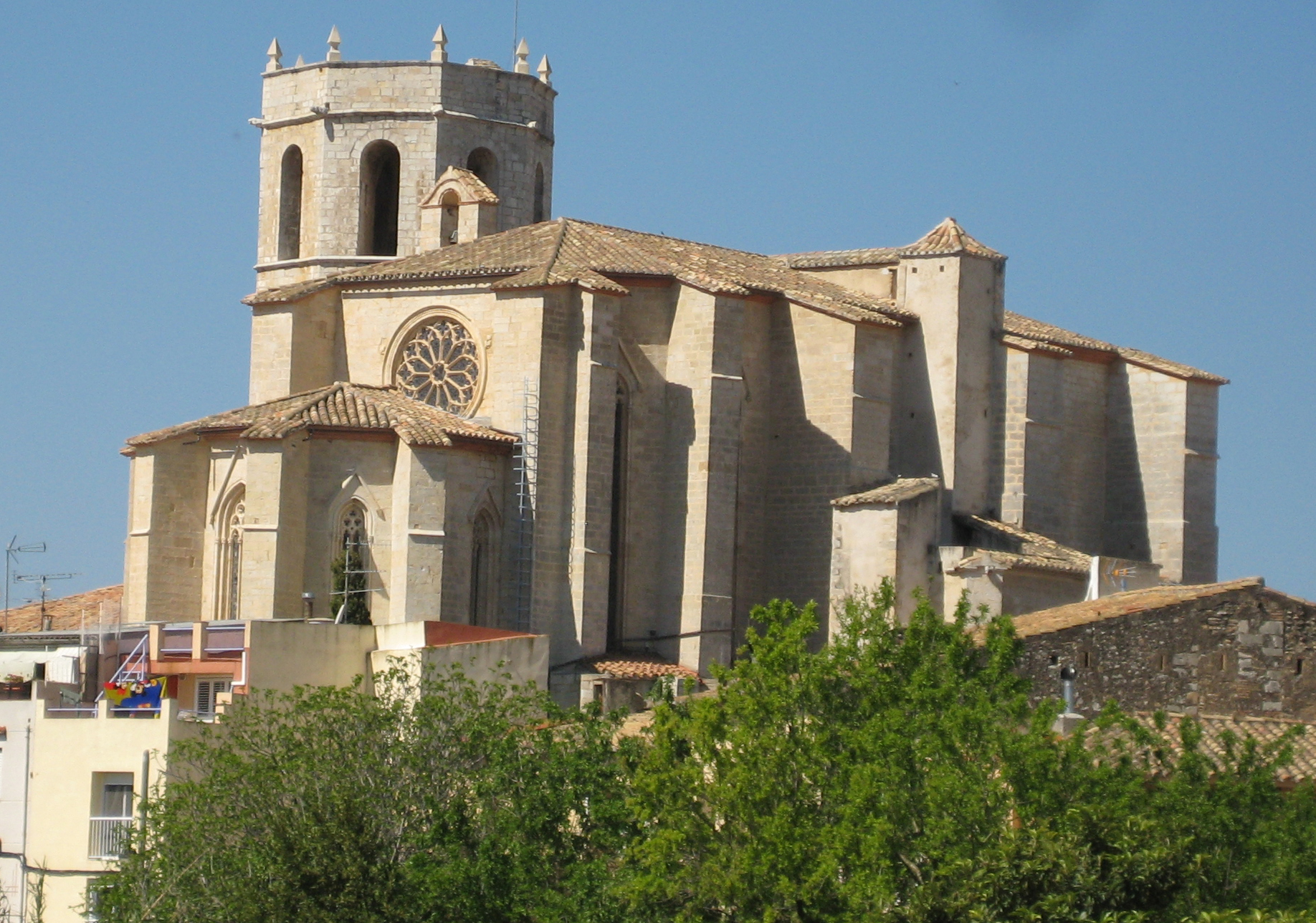
Iglesia arciprestal de San Mateo
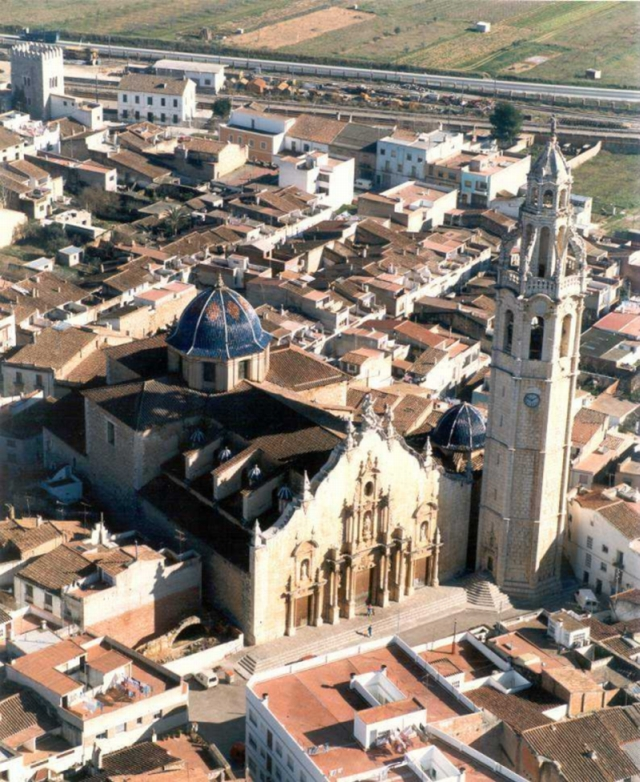
Iglesia de San Juan Bautista (Alcalá de Chivert)